# منتخو د تیرمس

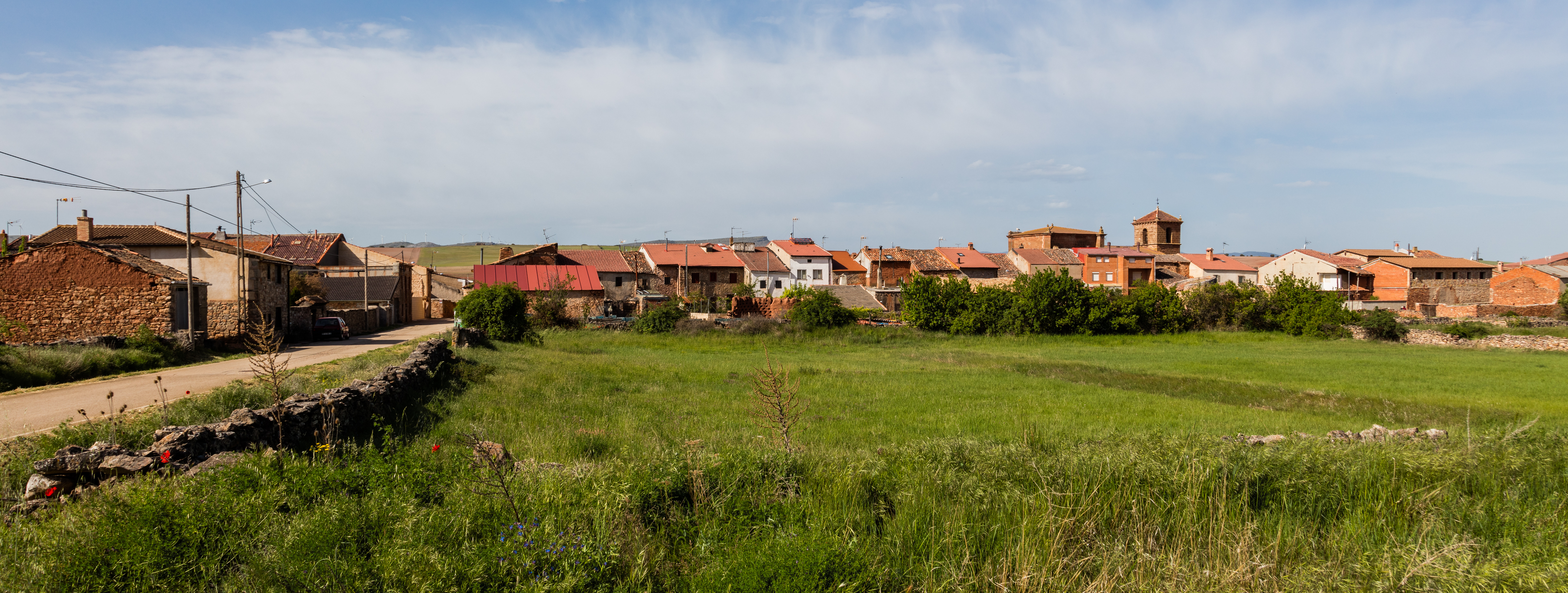
منخو د تیرمس، سریا، اسپانیا

منتخو د تیرمس (به اسپانیایی: Montejo de Tiermes) یک دهستان در اسپانیا است که در سریا واقع شده‌است.

## خصوصیات
منتخو د تیرمس ۱۶۷ کیلومترمربع مساحت و ۲۴۶ نفر جمعیت دارد.